# Neominois ridingsii
Neominois ridingsii är en fjärilsart som beskrevs av Edwards 1865. Neominois ridingsii ingår i släktet Neominois och familjen praktfjärilar. Inga underarter finns listade i Catalogue of Life.

## Bildgalleri

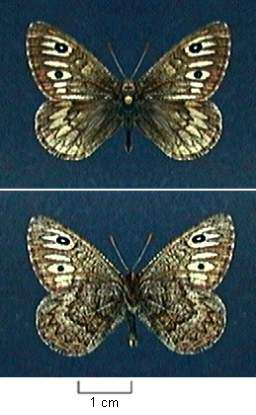